# آرامگاه شیخ زین العباد
مقبره شیخ زین العباد مربوط به دوره صفوی است و در جنوب فرودگاه قشم واقع شده و این اثر در تاریخ ۲۷ دی ۱۳۷۷ با شمارهٔ ثبت ۲۱۹۶ به‌عنوان یکی از آثار ملی ایران به ثبت رسیده است.